# 맥시안 D900
D900은 맥시안이 2007년 2월에 발매한 포터블 미디어 플레이어이다. 윈도우 CE 5.0을 OS로 사용하고 있으며, TI의 다빈치칩셋을 탑재하였다. 기능별로 BASIC, T, TW 등으로 분류하여 출시되었다.

## 제품의 분류
제품은 3가지로 나누어 발매되었으나, 기본적으로 펌웨어는 모두 함께 출시되었으며 재생기능 등은 모두 같다.
- D900(BASIC) : 가장 일반적인 모델로, DMB 및 Wi-Fi를 이용한 인터넷 연결이 가능한 모델으로 동영상 재생에 중점을 둔 모델이다.
- D900T : D900에 DMB 기능을 넣은 것이며, 나머지는 베이직과 동일하다. 단 인터넷 연결 불가하다.
- D900TW : D900에 DMB기능과 Wi-Fi를 이용한 인터넷 연결 기능을 넣은 것이다. 인터넷을 위해 D900TW 모델은 Windows CE 5.0의 버전이 프로페셔널로 바뀌었다.

## 제품정보
- 크기: 155(W) x 78(H) x 21.5(D) mm
- 중량: 325g
- 액정: 4.3형 WVGA TFT LCD(1600만 컬러)
- 외부메모리: SD/MMC 카드 지원
- USB 인터페이스: USB 2.0
- OS: Windows CE 5.0 Core(Basic, t) 또는 Windows CE 5.0 Professional(TW)
- 칩셋: TI 다빈치 TMS320 DM6441(DSP)
- 저장방식/용량: HDD, 30G
- 색상: 블랙
- 전원: 착탈식 리튬폴리머 배터리 4000mAh
- 재생시간: 비디오 4시간 / 오디오 10시간 (코덱 등에 영향을 받음)
- 기타
  - 부가기능: 포토뷰어, 텍스트뷰어, 문서뷰어, 레코더, 플래시, USB호스트, 전자수첩, 알파브레인
  - TV출력: 지원(컴포지트, S-Video, 컴포넌트], SPDIF)
  - DMB: T/TW 모델만 지원 (지상파)
  - 무선랜: TW모델만 지원
  - 음장: 버브라운 음장
  - 도중 펌웨어를 통해 UI가 변경되었음